# Villa Caro
Villa Caro est une municipalité située dans le département de Norte de Santander en Colombie.